# Петраков, Виктор Васильевич
Ви́ктор Васи́льевич Петрако́в (17 декабря 1947, Васильков, Киевская область — 18 декабря 2016, Москва) — исполняющий обязанности руководителя Росохранкультуры (2010—2011); краевед, коллекционер.

## Биография
Окончил Кировоградский педагогический институт имени А. С. Пушкина, затем — исторический факультет Полтавского педагогического института им. В. Г. Короленко. Работал в Кировограде, Светловодске, затем — в секторе «Олимпиада-80» ЦК ВЛКСМ (Москва), после 1980 года — в Отделе спортивной и оборонно-массовой работы.
В 1987—1990 годы — советник по молодёжному движению, предпринимательству и туризму в Лаосе. В 1991—1996 годы работал в совместном предприятии, в туристической фирме.
С 1996 года работал в структурах российской службы по сохранению культурных ценностей: заместитель руководителя — начальник Управления по сохранению культурных ценностей, с 13 ноября 2010 по 8 февраля 2011 года — исполняющий обязанности руководителя Федеральной службы по надзору за соблюдением законодательства в области охраны культурного наследия. С 2011 года — советник министра культуры России. Занимался возвращением украденных и вывезенных из страны произведений искусства; с 2006 года издавал каталоги  произведений искусства, находящихся в розыске, и подделок.
Входил в состав президиумов Федераций парусного спорта, шахмат, совета Московского отделения Российского военно-исторического общества; являлся первым заместителем председателя правления Общества российско-лаосской дружбы, президентом Клуба друзей Таиланда и Лаоса.
Увлекался филокартией, фалеристикой, краеведением, в частности, изучал историю Елисаветграда и Елисаветградского кавалерийского училища, а также военную историю и связи с русской эмиграцией.

## Избранные сочинения
- Маленький Париж : Елисаветград в старой открытке / [авт. текстов и сост.: В. В. Петраков , В. П. Машковцев]. — М : Пинакотека, 2004. — 229+10 с. — (Губерния в старой открытке ; Кн. 8). — 3000 экз. — ISBN 5-88149-196-3
- Петраков В. В. Лев Мациевич : памятная книжка : (биография, документы, публикации). — М.: Русские Витязи, 2010. — 189+2 с. — 1000 экз. — ISBN 978-5-903389-38-4
- Петраков В. В. Чарующий Лаос в образах Альфреда Ракеза : посвящается 40-летию Лаосской Народно-Демократической Республики. — М.: Русские Витязи, 2015. — 176 с. — 750 экз. — ISBN 978-5-9906037-8-3
- Петраков В. В. Ротмистр Подушкин и его открытки. — М.: Русские Витязи, 2017. — 191 с. — ISBN 978-5-9909607-3-2

## Награды
- Орден Почёта (3 декабря 2007 года) — за заслуги в развитии культуры и искусства, многолетнюю плодотворную деятельность[8]
- орден Трудового Красного Знамени
- Медаль ордена «За заслуги перед Отечеством» II степени (19 мая 2003 года) — за многолетнюю плодотворную деятельность в области культуры и искусства[9]
- Благодарность Президента Российской Федерации — за активное участие в подготовке и осуществлении доставки исторических реликвий крейсера «Варяг» в Россию
- Орден «За заслуги» II степени (24 августа 2012 года, Украина) — за весомый личный вклад в укрепление международного авторитета Украины, популяризацию её исторического наследия и современных достижений и по случаю 21-й годовщины независимости Украины[10]
- Орден «За заслуги» III степени (28 ноября 2006 года, Украина) — за весомый личный вклад в социально-экономическое и культурное развитие Украины, весомые достижения в профессиональной деятельности, многолетний добросовестный труд и по случаю годовщины подтверждения всеукраинским референдумом 1 декабря 1991 года Акта провозглашения независимости Украины[11]
- Орден преподобного Сергия Радонежского II и III степени
- награды других государств
- медали
- Благодарность Министра культуры Российской Федерации (8 сентября 2003 года) — за содействие возвращению в Российскую Федерацию знамени Лейб-Гвардии Гренадёрского полка[12]
- Благодарность Министра культуры Российской Федерации (14 ноября 2003 года) — за большой личный вклад в решение задач по сохранению культурного достояния России, возвращение в Российскую Федерацию культурных ценностей религиозного назначения, незаконно вывезенных в Итальянскую Республику и Соединённые Штаты Америки, и успешное проведение мероприятий по передаче их Русской Православной Церкви[13]
- Благодарность Министра культуры и массовых коммуникаций Российской Федерации (26 декабря 2005 года) — за добросовестный труд и достижение конкретных и значимых результатов для отрасли[14].
- Благодарность Министра культуры и массовых коммуникаций Российской Федерации (19 июля 2006 года) — за большой личный вклад в возвращение иконы «Богоматерь Одигитрия Смоленская» (XVI в.), похищенной из Устюженского краеведческого музея, картины Г.И.Семирадского «Утром на рынке», похищенной из Таганрогского художественного музея, Бюро работы мастера Г.Гамбса, утраченного в годы Второй мировой войны из Гатчинского дворца-музея[15].
- Кировоградская областная краеведческая премия им. В. Н. Ястребова
- национальная премия «Лучшая книга года» (2006, 2007) — за выпуск серий каталогов «Внимание, розыск» и «Внимание: возможно, подделка!»[1].
- общественная медаль «За выдающийся вклад в развитие коллекционного дела в России» — за большой личный вклад в деле сохранения культурных ценностей России, за многолетние публикации в коллекционной прессе материалов по филокартии и фалеристике и выпуск книги о старых открытках г. Елисаветграда «Маленький Париж» (2004 г.), а также за поддержку коллекционирования в регионах России[16]

## В литературе
Является одним из действующих лиц исторического романа Артёма Тарасова «Тайны „Фрау Марии“. Мнимый барон Рефицюль».